# I Need You (3T)
I Need You è una canzone del cantante statunitense Frankie Valli scritta da Eric Carmen e pubblicata nel 1977 nell'album Lady Put the Light out.

## Versione dei 3T
I 3T ne registrarono una loro versione per il loro album di debutto, Brotherhood, pubblicata come singolo nel 1996. Sul finire della canzone fa una speciale apparizione loro zio Michael Jackson, anche produttore dell'album con la sua MJJ Music.

### Video musicale
Il video musicale della canzone venne diretto da Ralph Ziman e vede protagonisti i tre ragazzi mentre interpretano la canzone intorno ad un pianoforte, suonato da Taryll Jackson, uno dei fratelli. Il video contiene anche alcuni effetti speciali, come quando i ragazzi appaiono circondati dai più famosi monumenti del mondo e quando i componenti di un'orchestra e di un coro gospel appaiono e scompaiono intorno a loro durante l'esecuzione del brano. Il video si conclude coi tre ragazzi da soli seduti ai rispettivi pianoforti. Ha superato le 15 milioni di visualizzazioni sul canale Vevo ufficiale dei 3T su YouTube.

### Tracce
CD singolo
1. I Need You (Album Version) – 3:55
2. Brotherhood (Single Edit) – 3:16

Maxi CD
1. I Need You (Christmas Mix) – 4:13
2. I Need You (Singalong Version) – 3:55
3. Anything (Acoustic Version) – 4:02

Maxi CD (2)
1. I Need You (Album Version) – 3:55
2. I Need You (Linsee Campbell Remix) – 5:27
3. I Need You (Linsee Campbell Breakdown Remix) – 5:27
4. Brotherhood (Single Edit) – 3:16

### Classifiche principali
| Classifica (1996) | Posizione massima |
| ----------------- | ----------------- |
| Belgio (Vallonia) | 8                 |
| Francia           | 5                 |
| Paesi Bassi       | 5                 |
| Regno Unito       | 3                 |
| Scozia            | 4                 |